# ミリ子は負けない
『ミリ子は負けない』は、1976年に金の星社から発行された寺村輝夫の児童文学。小学校中学年向け。挿絵は頓田室子。本編の続編として『ミリ子は泣かない』が書かれた。1979年10月にフォア文庫より文庫化され、解説を宮川ひろが担当した。
後に16mmフィルムの教育映画が近代映画協会で制作された。監督は小松崎和男、主演は内田さゆり。

## 概要
4年1組にやって来た転校生「小林みち子」によって引き起こされた出来事をつづった物語。ルールを守ることの意味について、大人と小学生の両方の立場から説いている。寺村自身がソフトボールチームの監督を務めていたことが、この物語を生むきっかけになった。

## 登場人物

### 4年1組
小林みち子 （ミリ子）
主人公。二学期の始業式に転校して来た。クラス1の小柄であるため、友行から本名をもじった「ミリ子」というあだ名をつけられるが、本人はとても気に入っている。
曲がったことが嫌いで、正しいと思ったことはすぐ発言・行動するため、周囲とぶつかることも多い。水泳は苦手だが、走るのは得意。
最初はミリ子のまっすぐな性格に戸惑いがちだったクラスメートたちも、徐々に彼女から影響を受けるようになる。
友行のことが好きで、「トモくん」と呼んでいる。ソフトボールチーム「レオパーズ」ではセカンドを担当。
木村友行
この物語のキーパーソン（彼を中心に物語が進行する）。夏休みの宿題をミリ子にほめられ、学級委員に推薦させられてしまう。
ミリ子からの好意に戸惑っているが、彼女の長所を認め、決して嫌がってはいないようである。
水泳は平泳ぎが得意。「レオパーズ」ではセンターを担当。
小森ひさし　（デメフグくん）
友行と仲の良い男子生徒。クラスでは暴れん坊だが、家ではおかあさんの言いなりになっている。そのためにスポーツをさせてもらえず、着ている服を汚すことも許されない。
だが、ミリ子が雨上がりのドッジボールに（無理やり)誘い、ドロンコになったことがきっかけでスポーツ行事に積極的に参加するようになった。ただし、走るのは苦手。
「レオパーズ」のメンバーにもなった。
鈴木　（センコウさん）
女子生徒。クラスで一番背が高く、外見から「線香＝センコウ」と呼ばれている。
佐藤先生が始業式を休んだことを批判したのがミリ子に気に入られ、学級委員に推薦される。
水泳は背泳ぎが得意。ソフトボールチーム「レッド･カープス」のメンバー。
西　（はっちゃん）
男子生徒。おとうさんが会社のソフトボールチームの監督をしており、ソフトボールの腕前は上級生にも負けない。
ミリ子によって、「二四（＝西）が八」（→2×4＝8）から「西はっちゃん」というあだ名がつけられる。
「レオパーズ」ではサードを担当。
村山　（マシュマロさん）
女子生徒。外見から「マシュマロ」と呼ばれている。
ソフトボールチーム「ホワイト･ライオンズ」のメンバー。
北野　（キタゴンくん）
男子生徒。見た目が怪獣を思わせるため、「キタゴン」と呼ばれている。

### 先生
佐藤先生
4年1組の担任教諭（女性)。夏休みにヨーロッパ旅行に行っていたが、体調を崩し始業式を休んでしまう。
ミリ子のはっきりものを言う性格を高く評価していて、むしろ感謝している面もある。
ミリ子を中心に動き始めたクラスを暖かく見守っている。
ライオン教頭
教頭先生（男性)。始業式の日、休んでしまった佐藤先生の代わりにミリ子を4年1組に紹介した。
雷が落ちたような声を出すため、生徒からは「ライオン教頭」と呼ばれ恐れられている。
校長先生
ライオン教頭とは対照的な、穏やかな人物（男性)。
誠実さが見られ、生徒や保護者の気持ちを汲むのが上手。
田口先生
体育担当教諭（男性）。
PTA主催のソフトボール大会に、ルール違反のため失格になったはずのチーム「ハリケーンズ」を出場させてしまう。それが原因で、ミリ子をはじめとする「レオパーズ」のチームから反感を買うことになる。

### 保護者
ミリ子のママ
身長は高くないが、モデルのような容姿を持つ。娘のミリ子とは対照的に会話が得意でなく、PTAを避けている。
仕事が出来る一方、家事は苦手で、週に一度は食器を割っている。
校長先生に会うだけなのに、わざわざ前日に美容室に行き服まで新調してしまうママは、ミリ子の心配の種となっている。
ミリ子のパパ
友行いわく「会社の重役といった感じ」。海外出張が多い。
一見ソフトボールを知らないように見えるが、「レオパーズ」に入るミリ子にルールを教えたらしい。
デメフグのおかあさん
デメフグくんを過保護にしつけている。そのため、家庭では従順なデメフグくんが学校で何をしているか知らない。
怪我をするのを嫌ってデメフグくんに運動させなかったが、ミリ子の「ドロンコ大作戦」以降はスポーツに参加するのを反対しなくなった。
西監督 （はっちゃんのおとうさん）
もともと勤務している会社のソフトボールチームの監督であり、息子が入っている「レオパーズ」の監督も務めることになった。
「ハリケーンズ」がルール違反にもかかわらず出場することになったとき、PTA会長に抗議をした。
結局抗議は聞き入れてもらえなかったものの、発言から、監督が子どもの立場を理解している人物であることがうかがえる。

### 上級生（「レオパーズ」のメンバー）
臼井
6年生（男子）。キャプテン。ショート担当。
菊池
6年生（男子）。レフト担当。
望月
6年生（男子）。ファースト担当。
小川
6年生（女子）。ライト担当。
後藤
5年生（男子）。ピッチャー担当。
投げるボールは速いが、コントロールが悪い。
安藤
5年生（男子）。キャッチャー担当。
守備は上手だが、投げる球が高目になってしまう。
吉田
6年生（男子）。補欠要員。
寺内
5年生（男子）。補欠要員。ピッチャー担当。
齋藤
6年生（男子）。補欠要員。

## 全集再録
- 寺村輝夫童話全集19 ミリ子の物語（ポプラ社）

挿絵はオリジナルと同じ頓田が描き下ろしている。
- 寺村輝夫の子どもは夢みる全1冊（理論社）

挿絵は中表紙のみ和歌山静子、本文挿絵なし。